# つるバス

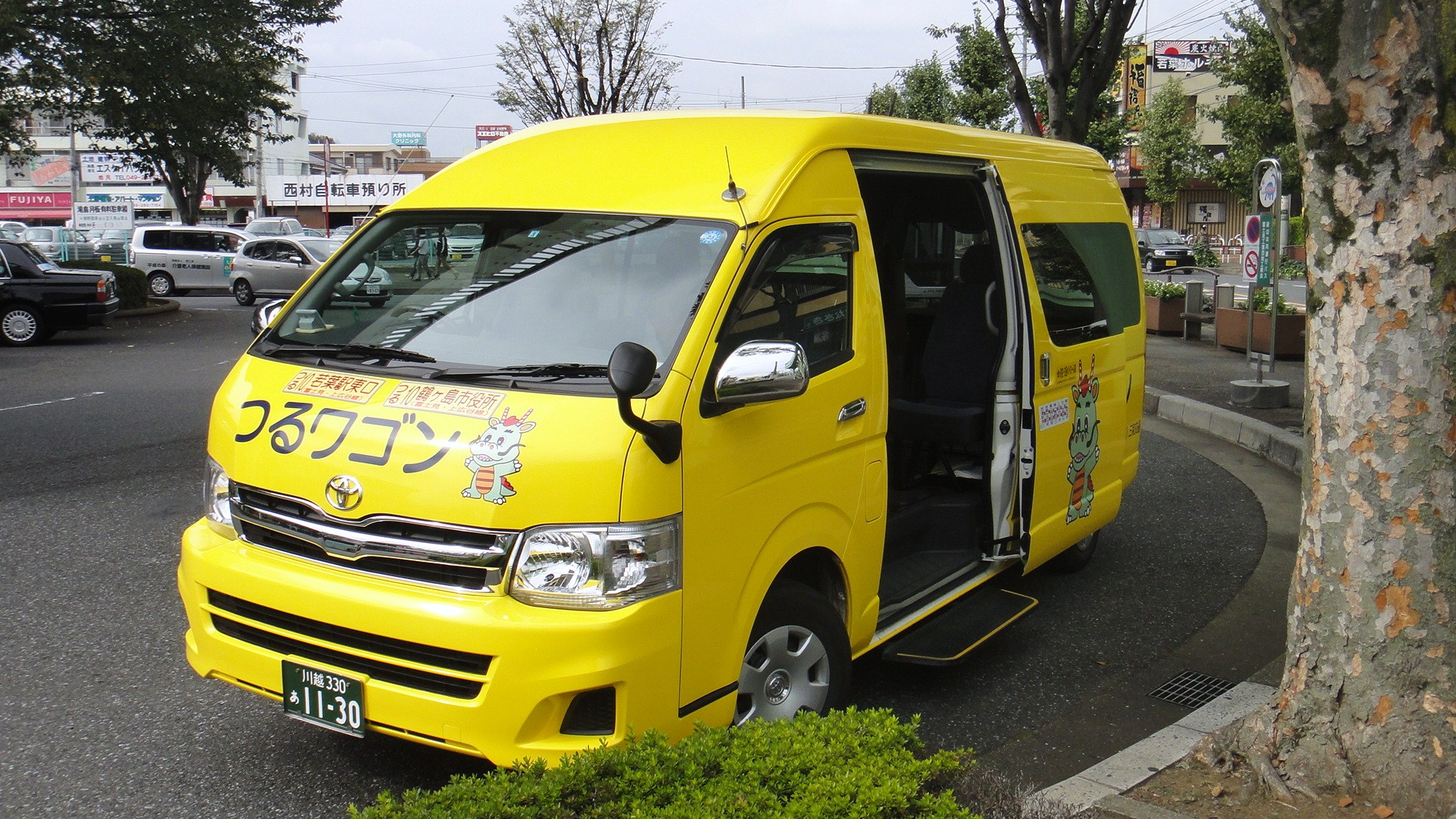
つるワゴンの車両

つるバスは、埼玉県鶴ヶ島市が運行するコミュニティバスである。1996年5月3日に「鶴ヶ島市内循環バス」（つるがしましないじゅんかんバス）として運行開始した。運行開始時は東武鉄道直営時代の東武バスが運行を受託していた。2010年代初頭に市民バスと乗合タクシーに再編の上、それぞれ「つるバス」と「つるワゴン」に改称された。「つるバス」は東武バスウエスト坂戸営業所、「つるワゴン」は地域のタクシー事業者数社が運行を受託している。

## 沿革
- 1996年5月3日 - 鶴ヶ島市内循環バスとして運行開始[1]。東武鉄道直営時代の東武バスが運行受託[1]。
- 2002年4月4日 - 東武バスウエストが設立され、運行受託する営業所が東武バスウエスト坂戸営業所となる[2]。
- 2003年7月1日 - 朝・夕便の大幅拡大。
- 2004年4月1日 - 特別乗車証を利用する高齢者に対する運賃有料化。
- 2007年9月1日 - PASMO・Suicaの利用開始。
- 2008年4月 - 国土交通省の地域公共交通活性化・再生総合事業に採択（調査1年+実施3年）。
- 2009年3月 - 地域公共交通活性化法に基づく「鶴ヶ島市地域公共交通総合連携計画」の策定。
- 2010年2月1日 - 鶴ヶ島市民バスおよび鶴ヶ島市乗合タクシーに再編。鶴ヶ島市乗合タクシーは坂戸タクシーが運行受託した。
- 2011年4月5日 - 鶴ヶ島市民バスをつるバス、鶴ヶ島市乗合タクシーをつるワゴンに改称し、路線再編。
- 2014年6月1日 - 路線再編。
  - 路線見直しにより「つるワゴン上新田・脚折線」が分割される。
  - 狩野動物病院 - 坂戸駅南口間及び保健センター - 鶴ヶ島市役所間は「つるワゴン坂戸駅線」に吸収され、残りは一部路線を変更した上で、新たに「つるワゴン上新田・若葉駅西口線」とする。
  - 既存路線も路線の見直しを行い、一部の停留所を新設・廃止。
- 2016年6月1日 - 路線再編。坂戸市民バスとの特別乗車証の相互利用を開始。[3]
  - 「つるワゴン富士見・上広谷線」を坂戸駅南口まで延長した上で、「つるワゴン富士見・五味ヶ谷線」と「つるワゴン上広谷・坂戸駅南口線」に分割
  - 「つるワゴン松ヶ丘・太田ヶ谷線」を「つるワゴン松ヶ丘・関越病院線」と改称、老人福祉センターまでの特別便を廃止し、一部便を関越病院まで延長。
- 2018年4月10日 - つるワゴン上新田・若葉駅西口線とつるワゴン東西線が一本松駅南口へ乗り入れ。
- 2018年10月1日 - 市内在住の妊婦を対象に特別乗車証の交付を開始。運賃は無料。[4]
- 2019年6月1日 - ルート・ダイヤの一部変更。つるワゴン上新田・若葉駅西口線が池尻池公園まで延長。
- 2019年8月1日 - 特別乗車証を提示する高齢者に対する運賃を無料化。[5]
- 2020年8月1日 - 市内在住の未就学児同伴の保護者を対象に特別乗車証の交付を開始。運賃は無料。
- 2023年6月1日 - ルート・ダイヤの一部変更。つるワゴン上新田・若葉駅西口線が町屋自治会館へ乗り入れ。

## 運行内容

### 運賃・乗車券類
- 全線200円均一（小児100円）
- 回数券はつるバス・つるワゴン共通で11枚綴り2,000円。運行事業者の営業所およびつるバス車内で販売。
- 市内在住の高齢者（70歳以上）、障害者、妊婦、未就学児を同伴する保護者は希望により特別乗車証が交付され、提示により無料となる。この特別乗車証は坂戸市民バスのものと相互利用できる。
- 各種障害者手帳（身体障害者手帳・療育手帳・精神障害者保健福祉手帳）所持者は提示により半額割引となる。
- つるバスはPASMO・Suicaも使用可能。バス共通カードの利用は不可。
- 別のコースへ乗り継ぐ場合、乗務員が発行する乗継券により無料で乗り継げる。

## 路線
いずれも年末年始〈12月29日 - 1月3日〉を除く毎日運行。各線にラインカラーが存在する。
つるバス南北線   
若葉駅西口 - 鶴ヶ島市役所 - 老人福祉センター。概ね20分から40分おきに1便の運行で、加えて鶴ヶ島市役所発着の区間便が存在する。運行事業者は東武バスウエスト坂戸営業所。
つるワゴン坂戸駅線   
坂戸駅南口 - 脚折町三丁目交差点 - 鶴ヶ島市役所 - 保健センター - 羽折児童公園 - 坂戸駅南口。概ね30分から1時間おきに1便の運行。運行事業者は千代田交通。
つるワゴン富士見・五味ヶ谷線   
若葉駅東口 - 富士見市民センター - 東市民センター - 鶴ヶ島駅西口。1時間から2時間おきに往復7便の運行。運行事業者は川乗三和。
つるワゴン松ヶ丘・関越病院線   
鶴ヶ島駅西口 - 川鶴センター - 農村センター - 鶴ヶ島市役所（ - 関越病院）。日中1時間おきに往復6便の運行。うち3便は関越病院まで延長する。運行事業者は三芳野タクシー。
つるワゴン上新田・若葉駅西口線   
池尻池公園 - 町屋自治会館 - 一本松駅南口 - 関越病院 - 坂戸駅南口 - 鮮魚センター - 若葉駅西口 。日中概ね1時間半おきに往復6便の運行。運行事業者は鶴ヶ島交通。
つるワゴン上広谷・坂戸駅南口線   
鶴ヶ島駅西口 - 藤金自治会館東 - 鶴ヶ島市役所 - 坂戸駅南口 。日中概ね1時間半おきに往復5便の運行。加えて夕方に鶴ヶ島駅西口 - 鶴ヶ島駅市役所の区間便が存在する。運行事業者は鶴ヶ島交通。
つるワゴン東西線   
鶴ヶ島駅西口 - 高徳神社 - 鶴ヶ島市役所 - 農業交流センター - 西市民センター。日中概ね1時間おきに往復8便の運行。運行事業者は千代田交通。

### 過去の路線
つるワゴン富士見・上広谷線
若葉駅東口 - 鶴ヶ島駅西口 - 鶴ヶ島市役所。日中1時間おきに往復8便の運行をしていた。
つるワゴン松ヶ丘・太田ヶ谷線
鶴ヶ島駅西口 - 鶴ヶ島市役所（ - 老人福祉センター）。日中1時間おきに往復6便の運行をしていた。朝夕に老人福祉センターまで延長する特別便があった。
つるワゴン上新田・脚折線
前山団地 - 坂戸駅南口 - 鶴ヶ島市役所（ - 老人福祉センター）。日中概ね40分おきに往復8便の運行をしていた。朝夕に老人福祉センターまで延長する特別便があった。

## 車両
つるバス、つるワゴンともに専用塗装の車両が使用される。つるバスは日野・リエッセ、つるワゴンはトヨタ・ハイエースである。